# Кућа народног хероја Радивоја Јовановића-Брадоње
Кућа народног хероја Радивоја Јовановића-Брадоње се налазила у селу Зарубе (Град Ваљево) подигнута је крајем 19. века, представљала је непокретно културно добро као споменик културе.
Ова кућа се изгледом уклапала у сличне објекте подигнуте крајем 19. века, категоризована пошто је у њој живео првоборац и народни херој Радивоје Јовановић звани Брадоња.
Кућа више не постоји, због чега је покренут поступак за брисање са списка заштићених културних добара.